# Péter Balázs
Péter Balázs (ur. 5 grudnia 1941 w Kecskemécie) – węgierski polityk, ekonomista, dyplomata i nauczyciel akademicki, komisarz europejski ds. polityki regionalnej od maja do listopada 2004, minister spraw zagranicznych Węgier w latach 2009–2010.

## Życiorys
W 1963 ukończył ekonomię na Uniwersytecie Nauk Ekonomicznych w Budapeszcie. W 1994 uzyskał doktorat z ekonomii. W 2000 został profesorem macierzystej uczelni (przekształconej w Uniwersytet Korwina w Budapeszcie), a w 2005 profesorem Central European University. Od 2003 doktor w Węgierskiej Akademii Nauk. Został wiceprzewodniczącym węgierskiego stowarzyszenia ekonomicznego.
Po zakończeniu studiów rozpoczął pracę jako ekonomista w przedsiębiorstwie handlu zagranicznego Elektroimpex (1962–1968). W 1969 został dyrektorem departamentu w Ministerstwie Handlu Zagranicznego (do 1982). W latach 1982–1987 kierował węgierskim biurem handlu zagranicznego przy Ambasadzie Węgier w Brukseli. Od 1987 do 1988 był wicedyrektorem sekretariatu Ministerstwa Międzynarodowych Stosunków Gospodarczych. Przez kolejne cztery lata stał na czele Departamentu Polityki Zagranicznej w tym resorcie.
W latach 1992–1993 pełnił funkcję sekretarza stanu w Ministerstwie Przemysłu i Handlu. W latach 1994–1996 był ambasadorem w Danii, a w latach 1997–2000 ambasadorem w Niemczech.
Od 2002 do 2003 zajmował stanowisko sekretarza stanu ds. integracji i stosunków gospodarczych w Ministerstwie Spraw Zagranicznych. Reprezentował węgierski rząd w Konwencie Europejskim. Od 2003 do 2004 stał na czele stałego przedstawicielstwa Węgier przy Unii Europejskiej
Wraz z akcesją Węgier do UE 1 maja 2004 objął stanowisko komisarza ds. polityki regionalnej w Komisji Europejskiego Romana Prodiego. Urząd zajmował do końca kadencji komisji w listopadzie 2004, pełniąc tę funkcję obok dotychczasowego komisarza Jacques'a Barrota.
20 kwietnia 2009 został ministrem spraw zagranicznych w rządzie, na czele którego stanął Gordon Bajnai. Urząd ten sprawował do końca funkcjonowania rządu, tj. do 29 maja 2010.